# 吉諾瓦 (密蘇里州)
吉諾瓦（英語：Genova）是位於美國密蘇里州利文斯頓縣的鬼鎮。

## 歷史
吉諾瓦的郵局於1891年設立，其後於1901年停運。

## 地理
吉諾瓦所處的海拔為高於海平面282米（即925英呎），而該地所採用的時區為UTC-6，即北美中部時區（CST）。同時該地設有夏令時間，為UTC-6調快一小時，即UTC-5（CDT）。